# 岐阜市立岩野田北小学校
岐阜市立岩野田北小学校（ぎふしりつ いわのだきたしょうがっこう）は、岐阜県岐阜市粟野東二丁目にある公立小学校。

## 概要
校名の「岩野田」は、学校分離前の校区内の地区名である「岩崎（いわさき）」「粟野（あわの）」「三田洞（みたほら）」から1文字ずつ取って付けられた。同じ地区にある岩野田小学校と区別するため、「北小（きたしょう）」と呼ばれ、対する岩野田小学校は「田小（だしょう）」と呼ばれている。
4階建ての校舎の2階と3階に廊下との間の壁が無く開放的な「ワークスペース」と呼ばれる部屋がある。特に2階のワークスペースにはじゅうたんが敷いてあり多目的に利用されている。

## 沿革
- 1980年（昭和55年） - 岐阜市立岩野田小学校から分離し設立される。4月の分離時点では校舎が未完成だった為、岩野田小学校の北運動場にプレハブの仮校舎を立て8月まで授業を行った。引越し作業は夏休みに行われ、学習机と椅子は生徒個人が各々持って新校舎まで移動し、9月より新校舎での授業となった。
- 2019年（平成31年）4月 - 3学期制から2学期制へと変更。

## 教育方針
教育目標
- やさしく つよく たくましく - 開校以来続いている教育目標。[1]

## 通学区域
- 粟野東1 - 5丁目、粟野西1丁目・3 - 8丁目、粟野（2339番・2346番）、粟野台[2]。

## 交通アクセス
- 岐阜バス

岐阜高富線、高美線、岐阜板取線、岐北線、岐阜女子大線、松籟加納線、茜部三田洞線、岐南町線、おぶさ墨俣線などで「粟野」バス停より徒歩5分

## 学校周辺
- 岐阜市立岩野田中学校（進学先中学校）
- 鳥羽川